# STRANGE DAYS -奇妙な日々-
「STRANGE DAYS -奇妙な日々-」（ストレンジ・デイズ きみょうなひび）は、佐野元春の21作目のシングル。1986年5月21日にEPIC・ソニー / M's Factoryから発売された。

## 概要
1986年、佐野は自らのレーベル「M's Factory」を発足した。このシングルはその第1弾である。
本作から2ヶ月に1枚、シングルを3枚連続で発表。その全てのジャケット装丁が、LPレコードの見開きジャケット仕様を模したもので、当時通常のシングル・レコード売価が700円のところ、100円UPの800円で限定発売された。レコード盤も通常のドーナツ盤の様なアダプターを使わない仕様となっている。
「STRANGE DAYS -奇妙な日々-」は、アルバム『Café Bohemia』の先行シングルで、PVが制作されている。
カップリング曲の「ANGELINA (Edited Slow Version)」は、デビュー曲の「アンジェリーナ」セルフカバーバージョンを収録。

## 収録曲
- 全作詞・作曲・編曲：佐野元春

1. STRANGE DAYS -奇妙な日々- (Edited Version)
2. ANGELINA (Edited Slow Version)